# ارکی تومیویا
ارکی تومیویا (انگلیسی: Erkki Tuomioja؛ زادهٔ ۱ ژوئیهٔ ۱۹۴۶) یک سیاست‌مدار اهل فنلاند است.